# Morro Caixão
O Morro Caixão é uma elevação de São Tomé e Príncipe, localizada a sensivelmente a Oeste da ilha do Príncipe. Esta formação geológica eleva-se a 226 metros acima do nível do mar. Encontra-se nas proximidades do Pico Papagaio e do Morro Fundão.